# ベラルーシ＝ロシア国境
ベラルーシ=ロシア国境とは、ロシアとベラルーシの国境である。
1991年以前はロシア・ソビエト連邦社会主義共和国と白ロシア・ソビエト社会主義共和国の国境を形成していた。公的に国境は存在するが、ロシア・ベラルーシ連盟国創設条約とユーラシア経済連合の協定によって輸出入品の税関検査は行われず、関税は賦課されない。国境の長さは1,239kmで857.7kmの土地、362.3kmの河川、19kmの湖が含まれている。

## 歴史
1991年12月のソビエト連邦の崩壊後にベラルーシ共和国とロシア連邦の国境が正式に制定された。1995年5月にベラルーシの大統領アレクサンドル・ルカシェンコと当時のロシアの首相であるヴィクトル・チェルノムイルジンは、スモレンスク州を通る両国の国境上に象徴的な国境検問所を建設した。1995年7月には両国で生産された物品の相互輸入について税関手続きが撤廃され、第三国からの輸入品に課せられる関税が統一された。国境警備隊はロシア領のプスコフ、スモレンスク、ベラルーシ領のブレストに駐屯しており、国境外部の作戦の支援を遂行する司令官室が置かれている。
2011年4月1日、正式に国境での税関管理が廃止された。取り決めに基づいて、ベラルーシ運輸局が車両の規格の不備、書類の欠如と不備を発見した場合、職員は運転者に該当する不備を通知し、ロシアに入国する前に入手しなければならない書類について助言する。また、ベラルーシの職員は車両の規格の不備に対処した証明書、もしくは通知で指定した書類を提出しなければならないロシア側の国境検問所を、運転者の経路を考慮して案内する。これらの通知を受け取った後、運転者はロシア側の国境検問所で確認を受けなければならず、証明書を提示してようやく目的地に向かうことができる。
2012年4月にフロドナでベラルーシとロシアの国境委員会の会議が開催された。ロシア・ベラルーシ連盟国国務長官のグリゴリー・ラポタは、会議の中で連合国家の予算範囲外で28億57百万ルーブルの資金が両国の国境に投入されることを述べた。この資金は主にベラルーシ国境警備部隊が所有する2台のヘリコプター、ベラルーシ側の国境警備兵のロシア領での訓練に費やされた。
ロシアとベラルーシの間を旅行する際に出入国管理は行われないが、2016年10月より入国審査を受けていない第三国民がロシアに入国することがロシアの法律で禁止され、第三国民が陸路でベラルーシからロシアに旅行するときに対して書類の入念な確認と入国の阻止がロシアで始まった。2018年1月当時陸路にロシア・ベラルーシの国境通過地点は設けられていなかったが、、翌2月にロシア連邦保安庁はロシアへの入国を試みる第三国民のビザを審査するための検問所を国境に設置した。
ベラルーシとロシアを往来する旅客機は国内線として扱われ、2017年5月までは出入国管理は行われていなかったが（ただしIDチェックを受ける必要はあった）。2017年5月からロシアでは両国間のフライトは国際線と扱われるようになり、第三国民には正式な出入国検査が行われるが、ロシアとベラルーシの国民には単純な身元確認以外の審査は行われない。